# Delray Beach International Tennis Championships 2009 - Qualificazioni singolare
Le qualificazioni del singolare  del Delray Beach International Tennis Championships 2009 sono state un torneo di tennis preliminare per accedere alla fase finale della manifestazione. I vincitori dell'ultimo turno sono entrati di diritto nel tabellone principale. In caso di ritiro di uno o più giocatori aventi diritto a questi sono subentrati i lucky loser, ossia i giocatori che hanno perso nell'ultimo turno ma che avevano una classifica più alta rispetto agli altri partecipanti che avevano comunque perso nel turno finale.
Le qualificazioni del Delray Beach International Tennis Championships  2009 prevedevano 32 partecipanti di cui 8 sono entrati nel tabellone principale.

## Teste di serie
1. Wayne Odesnik (Qualificato)
2. Evgenij Korolëv (Qualificato)
3. Assente
4. Benjamin Becker (Qualificato)

1. Taylor Dent (primo turno)
2. Frank Dancevic (Qualificato)
3. Adrians Zguns (primo turno)
4. Somdev Devvarman (primo turno)

## Qualificati
1. Wayne Odesnik
2. Frank Dancevic
3. Evgenij Korolëv
4. Peter Polansky

1. Giovanni Lapentti
2. Taylor Dent
3. Benjamin Becker
4. Ryan Sweeting

## Tabellone

### Legenda
| - Q = Qualificato - WC = Wild card - LL = Lucky loser | - ALT = Alternate - SE = Special Exempt - PR = Protected Ranking | - w/o = Walkover - r = Ritirato - d = Squalificato |

### Sezione 1
|  | Primo turno | Primo turno    | Primo turno    | Primo turno | Primo turno |  |  | Ultimo turno | Ultimo turno  | Ultimo turno  | Ultimo turno | Ultimo turno |  |
|  |             |                |                |             |             |  |  |              |               |               |              |              |  |
|  | 1           | Wayne Odesnik  | Wayne Odesnik  | 6           | 6           |  |  |              |               |               |              |              |  |
|  |             | Jonathan David | Jonathan David | 0           | 0           |  |  | 1            | Wayne Odesnik | Wayne Odesnik | 6            | 6            |  |
|  | Rajeev Ram  | Rajeev Ram     | Rajeev Ram     | 6           | 6           |  |  |              | Rajeev Ram    | Rajeev Ram    | 2            | 3            |  |
|  | Dušan Vemić | Dušan Vemić    | Dušan Vemić    | 4           | 4           |  |  |              |               |               |              |              |  |

### Sezione 2
|  | Primo turno   | Primo turno    | Primo turno   | Primo turno | Primo turno |  |  | Ultimo turno | Ultimo turno   | Ultimo turno   | Ultimo turno | Ultimo turno |  |
|  |               |                |               |             |             |  |  |              |                |                |              |              |  |
|  | John Isner    | John Isner     | John Isner    | 6           | 6           |  |  |              |                |                |              |              |  |
|  | Rohan Bopanna | Rohan Bopanna  | Rohan Bopanna | 2           | 1           |  |  |              | John Isner     | John Isner     | 65           | 2            |  |
|  | 6             | Frank Dancevic | 6             | 3           | 6           |  |  | 6            | Frank Dancevic | Frank Dancevic | 7            | 6            |  |
|  |               | Matej Bocko    | 1             | 6           | 3           |  |  |              |                |                |              |              |  |

### Sezione 3
|  | Primo turno   | Primo turno       | Primo turno | Primo turno | Primo turno |  |  | Ultimo turno | Ultimo turno    | Ultimo turno    | Ultimo turno | Ultimo turno |  |
|  |               |                   |             |             |             |  |  |              |                 |                 |              |              |  |
|  | 2             | Evgenij Korolëv   | 4           | 6           | 6           |  |  |              |                 |                 |              |              |  |
|  |               | Jesse Huta Galung | 6           | 3           | 2           |  |  | 2            | Evgenij Korolëv | Evgenij Korolëv | 6            | 6            |  |
|  | Jesse Levine  | Jesse Levine      | 6           | 4           | 6           |  |  |              | Jesse Levine    | Jesse Levine    | 3            | 4            |  |
|  | Jun Woong-sun | Jun Woong-sun     | 3           | 6           | 2           |  |  |              |                 |                 |              |              |  |

### Sezione 4
|  | Primo turno      | Primo turno      | Primo turno      | Primo turno | Primo turno |  |  | Ultimo turno   | Ultimo turno   | Ultimo turno   | Ultimo turno | Ultimo turno |  |
|  |                  |                  |                  |             |             |  |  |                |                |                |              |              |  |
|  | Peter Polansky   | Peter Polansky   | Peter Polansky   | 6           | 6           |  |  |                |                |                |              |              |  |
|  | Matwé Middelkoop | Matwé Middelkoop | Matwé Middelkoop | 4           | 4           |  |  | Peter Polansky | Peter Polansky | Peter Polansky | 6            | 6            |  |
|  |                  | Adrians Zguns    | Adrians Zguns    | 6           | 4           |  |  | Adrians Zguns  | Adrians Zguns  | Adrians Zguns  | 1            | 4            |  |
|  | 7                | Chris Guccione   | Chris Guccione   | 4           | 2r          |  |  |                |                |                |              |              |  |

### Sezione 5
|  | Primo turno        | Primo turno        | Primo turno        | Primo turno | Primo turno |  |  | Ultimo turno      | Ultimo turno      | Ultimo turno      | Ultimo turno | Ultimo turno |  |
|  |                    |                    |                    |             |             |  |  |                   |                   |                   |              |              |  |
|  | Luka Gregorc       | Luka Gregorc       | 6                  | 6           | 7           |  |  |                   |                   |                   |              |              |  |
|  | Eric Nunez         | Eric Nunez         | 4                  | 7           | 65          |  |  | Luka Gregorc      | Luka Gregorc      | Luka Gregorc      | 2            | 4            |  |
|  | Giovanni Lapentti  | Giovanni Lapentti  | Giovanni Lapentti  | 6           | 7           |  |  | Giovanni Lapentti | Giovanni Lapentti | Giovanni Lapentti | 6            | 6            |  |
|  | Vladimir Obradovic | Vladimir Obradovic | Vladimir Obradovic | 3           | 64          |  |  |                   |                   |                   |              |              |  |

### Sezione 6
|  | Primo turno    | Primo turno    | Primo turno    | Primo turno | Primo turno |  |  | Ultimo turno   | Ultimo turno   | Ultimo turno   | Ultimo turno | Ultimo turno |  |
|  |                |                |                |             |             |  |  |                |                |                |              |              |  |
|  | Xavier Malisse | Xavier Malisse | Xavier Malisse | 6           | 6           |  |  |                |                |                |              |              |  |
|  | Todd Widom     | Todd Widom     | Todd Widom     | 3           | 2           |  |  | Xavier Malisse | Xavier Malisse | Xavier Malisse | 5            | 3            |  |
|  |                | Taylor Dent    | Taylor Dent    | 6           | 6           |  |  | Taylor Dent    | Taylor Dent    | Taylor Dent    | 7            | 6            |  |
|  | 5              | Simon Greul    | Simon Greul    | 3           | 3           |  |  |                |                |                |              |              |  |

### Sezione 7
|  | Primo turno   | Primo turno     | Primo turno   | Primo turno | Primo turno |  |  | Ultimo turno | Ultimo turno    | Ultimo turno | Ultimo turno | Ultimo turno |  |
|  |               |                 |               |             |             |  |  |              |                 |              |              |              |  |
|  | 4             | Benjamin Becker | 6             | 3           | 6           |  |  |              |                 |              |              |              |  |
|  |               | Amer Delić      | 4             | 6           | 3           |  |  | 4            | Benjamin Becker | 6            | 5            | 6            |  |
|  | Ramón Delgado | Ramón Delgado   | Ramón Delgado | 6           | 6           |  |  |              | Ramón Delgado   | 4            | 7            | 0            |  |
|  | Ricardo Mello | Ricardo Mello   | Ricardo Mello | 4           | 0           |  |  |              |                 |              |              |              |  |

### Sezione 8
|  | Primo turno   | Primo turno      | Primo turno      | Primo turno | Primo turno |  |  | Ultimo turno     | Ultimo turno     | Ultimo turno     | Ultimo turno | Ultimo turno |  |
|  |               |                  |                  |             |             |  |  |                  |                  |                  |              |              |  |
|  | Ryan Sweeting | Ryan Sweeting    | Ryan Sweeting    | 6           | 6           |  |  |                  |                  |                  |              |              |  |
|  | Michael Yani  | Michael Yani     | Michael Yani     | 3           | 2           |  |  | Ryan Sweeting    | Ryan Sweeting    | Ryan Sweeting    | 7            | 6            |  |
|  |               | Somdev Devvarman | Somdev Devvarman | 6           | 6           |  |  | Somdev Devvarman | Somdev Devvarman | Somdev Devvarman | 5            | 4            |  |
|  | 8             | Donald Young     | Donald Young     | 4           | 4           |  |  |                  |                  |                  |              |              |  |